# Pälkki
Pälkki är en sjö i kommunen Kaavi i landskapet Norra Savolax i Finland. Den är 8,5 meter djup. Arean är 47 hektar och strandlinjen är 5,22 kilometer lång. Sjön  ingår i Vuoksens huvudavrinningsområde.   Den ligger omkring 56 kilometer öster om Kuopio och omkring 380 kilometer nordöst om Helsingfors. 